# Daniel Malva
Daniel Malva (nascido Daniel Malva Ribeiro, natural de Ribeirão Preto, 7 de fevereiro de 1977) é um artista visual, fotógrafo e pesquisador brasileiro. Ganhou notoriedade por suas obras que exploram a interseção entre arte, linguagem e tecnologia. Sua pesquisa abrange fotografia, pintura e a criação de línguas artificiais e a exploração de narrativas visuais em forma de pinturas, fotografias e alfabetos. Seus trabalhos são frequentemente inspirados por sonhos e pela interseção entre o real e o artificial.

## Biografia
Bacharel em Fotografia pelo SENAC, tecnólogo em Mecatrônica pelo SENAI e mestre em Artes Visuais pela UNESP, Malva iniciou sua carreira artística no início dos anos 2000, destacando-se pela experimentação técnica, como a modificação de câmeras digitais e a criação de lentes caseiras. Sua primeira exposição individual ocorreu em 2008 na extinta Galeria Mezanino (2006–2017) com a curadoria de Renato De Cara, com obras que retratavam animais taxidermizados que compunham a série intitulada Museu de História Natural.
A partir de 2016, Malva ampliou sua prática para além da fotografia, focando principalmente em narrativas fictícias e na criação de sistemas linguísticos próprios. Sua pesquisa mais recente envolve o resgate de línguas inventadas durante a infância, explorando temas relacionados ao autismo, à fragmentação da linguagem e à construção de identidades por meio da arte. Malva tem se dedicado ao estudo e criação de línguas fictícias e ao desenvolvimento de alfabetos sintéticos e personalizados.
Em 2024, Malva descobriu seu diagnóstico de autismo, o que proporcionou uma nova compreensão de sua trajetória artística. Ele passou a explorar, em suas obras, a relação entre sua percepção fragmentada da realidade e a autonomia de suas personagens, que anteriormente ele via como criações independentes, mas que agora reconhece como manifestações de sua mente. Essa descoberta teve grande impacto em sua produção artística, desafiando as noções tradicionais de autoria e construção ficcional.
Sua produção artística e pesquisa também incluem críticas à predominância de autores homens e brancos na academia, com uma ênfase na importância de trazer autoras mulheres para o debate, especialmente em relação às questões de gênero e linguística.

## Exposições
Daniel Malva participou de exposições em instituições como o Paço das Artes, em 2023, o Museu de Saúde Pública Emílio Ribas (2017), Solar da Marquesa de Santos e a Kristin Hjellegjerde Gallery, em Londres, em 2014. Suas obras integram o acervo do Museu da Cidade de São Paulo e coleções privadas no Brasil e no exterior.

## Publicações
Malva teve suas fotografia e obras publicadas em revistas como a Private Edition, da África do Sul, em 2016 e a Hotel Unique Magazine, do Brasil, em 2014. Suas imagens de moda foram publicadas em revistas como Vogue Casa e Joyce Pascowitch Moda. Além disso, publicou artigos em periódicos como a ANPAP, em 2017.